# The Lost Vikings
The Lost Vikings – gra komputerowa łącząca elementy platformowej z grą logiczną. Stworzona została przez Silicon & Synapse i wydana w 1993 przez Interplay Entertainment początkowo na Super Nintendo Entertainment System, a później na Amigę, DOS-a, konsolę Sega Mega Drive i Amigę CD32. W 2003 wydano wersję dla Game Boy Advance’a.
W 1996 wydano kontynuację gry, zatytułowaną The Lost Vikings 2.

## Fabuła
Trzej wikingowie – Eryk, Olaf i Baleog – zostają porwani ze swej wioski przez kosmitę Tomatora i przebywają w jego statku kosmicznym. Wyruszają w podróż przez pięć krain; statek, gdzie zaczynają i kończą swoją przygodę, prehistorię, pustynię i piramidy, fabrykę i cyrkowy świat, która ma na celu powrót do rodzinnej wioski.

## Rozgrywka
Gracz kieruje poczynaniami trzech wikingów (w wersji dla Super Nintendo Entertainment System istniała możliwość gry we dwie osoby, w wersji dla Sega Mega Drive – trzy). Każdy z bohaterów ma różne zdolności – Eryk potrafi skakać i rozbijać głową mur, Baleog może atakować mieczem i łukiem, a Olaf bronić się tarczą i używać jej jak spadochronu. Gracz musi doprowadzić wszystkie trzy postaci do wyjścia z planszy. W tym celu musi łączyć umiejętności wikingów – np. Eryk może wskoczyć wyżej, jeśli wejdzie na tarczę Olafa, a Baleog może przełączać niedostępne przyciski strzałą z łuku. Jeśli jeden z Wikingów umrze przed dojściem do wyjścia, poziomu nie da się ukończyć – po doprowadzeniu pozostałych do wyjścia trzeba zaczynać od nowa.